# Chiquinivalvo
Chiquinivalvo es una localidad del estado mexicano de Chiapas. Es parte del municipio de Zinacantán.

## Demografía
| Gráfica de evolución demográfica |
|                                  |

| Censo | Población |
| ----- | --------- |
| 1970  | 50        |
| 1980  | 341       |
| 1990  | 479       |
| 2000  | 630       |
| 2010  | 825       |
| 2020  | 1 028     |